# Fairey Swordfish
Il Fairey Swordfish era un aerosilurante imbarcato, prodotto dall'azienda britannica Fairey Aviation Company Limited negli anni trenta.
Benché la tecnologia usata nella sua progettazione risultasse oramai obsoleta, lo Swordfish fu uno dei più importanti aerei imbarcati della seconda guerra mondiale. Entrato in servizio nel 1936 nella Fleet Air Arm, lo Swordfish fu soprattutto l'aereo di punta delle portaerei della Royal Navy, dato che poteva decollare da vascelli relativamente piccoli. Raggiungeva i 220 km/h (non oltre 360 in picchiata, a causa della resistenza) ed oltre 1000 km di autonomia con siluro a bordo. Era dotato di una straordinaria maneggevolezza e robustezza strutturale. Piazzò 6 siluri su corazzate italiane, 3 su tedesche e 3 francesi.
Il suo più famoso fallimento occorse cercando di fermare gli incrociatori da battaglia tedeschi in fuga da Brest, diretti in Germania: 6 aerei, al comando del capitano Eugene Esmonde, vennero abbattuti dai caccia e dalla contraerea delle navi nemiche, con la morte di 13 dei 18 aviatori, tra i quali il comandante.
Il suo più celebre successo fu il contributo all'affondamento della Bismarck nel maggio del 1941, quando gli aerosiluranti della portaerei Ark Royal riuscirono a colpire la nave a poppa, danneggiando il timone e dando inizio all'agonia della corazzata.

## Storia

### Sviluppo
Il progetto era stato sviluppato come iniziativa interna dell'azienda, proposta per un requisito dell'Air Ministry britannico per un aereo da ricognizione ed osservazione per direzione del tiro d'artiglieria navale. La successiva specifica S.15/33 aggiunse il ruolo di aerosilurante.
Era previsto che il velivolo fosse predisposto per sostituire rapidamente il carrello con galleggianti, per l'impiego come idrovolante, e che avesse un peso massimo al decollo di 3 628 kg per permetterne il lancio da catapulte, montate sulle torri d'artiglieria di navi da battaglia ed incrociatori.
Il progetto TSR I (Torpedo Spotter Reconnaissance), diretto da Marcel Lobelle, prevedeva un biplano con struttura metallica rivestita in tela e con un motore Rolls-Royce Kestrel a 12 cilindri a V da 525 hp.
L'Air Ministry ordinò un prototipo, che però ebbe un motore Armstrong Siddeley Panther VI radiale a quattordici cilindri da 625 hp con elica bipala Watts in legno; esso compì il primo volo il 21 marzo 1933, con il collaudatore della Fairey Cristopher Staniland ai comandi.
A giugno il TSR I ebbe un nuovo motore Bristol Pegasus IIM radiale a nove cilindri da 635 hp; esso compì il primo volo il 10 luglio.
L'11 settembre il TSR I andò distrutto in un incidente; il pilota Cristopher Staniland si lanciò col paracadute e non riportò alcun danno.
Marcel Lobelle modificò il progetto per migliorarne la stabilità: la fusoliera fu allungata di 60 cm ed i piani di coda ed il timone ingranditi.
Il nuovo prototipo (matricola K4190), denominato TSR II, volò per la prima volta il 17 aprile 1934, pilotato da Cristopher Staniland, con un motore Bristol Pegasus IIIM.3 da 690 hp (510 kW); in seguito l'elica Watts in legno fu sostituita da una tripala metallica.
Nel febbraio del 1935 il TSR II rimase danneggiato in un incidente; comunque l'Air Ministry ordinò tre aerei di preserie per valutazioni.
Il primo ordine per 86 aerei di serie, denominati Swordfish Mark I, fu emesso nel maggio 1935 ed i primi aerei entrarono in servizio l'anno seguente con la Fleet Air Arm (all'epoca dipendente dalla RAF), sostituendo i Fairey Seal come aerosiluranti.
Nel 1939 la Fleet Air Arm, dipendente dalla Royal Navy da maggio, aveva tredici Squadron equipaggiati con Swordfish Mark I; c'erano inoltre tre squadriglie di Swordfish Mark I idrovolanti, impiegati su navi da battaglia come osservatori per direzione del tiro d'artiglieria.
Complessivamente furono costruiti 2.392 Swordfish in diverse versioni, di cui 692 dalla Fairey a Hayes e 1.700 dalla Blackburn Aircraft Company a Sherburn, a volte soprannominati "Blackfish"; la versione prodotta nel maggior numero fu la Mk II, con 1.080 aerei.
Gli Swordfish avrebbero dovuto essere sostituiti dai biplani Fairey Albacore ma rimasero in servizio più a lungo e furono poi sostituiti dai monoplani Fairey Barracuda.

## Tecnica

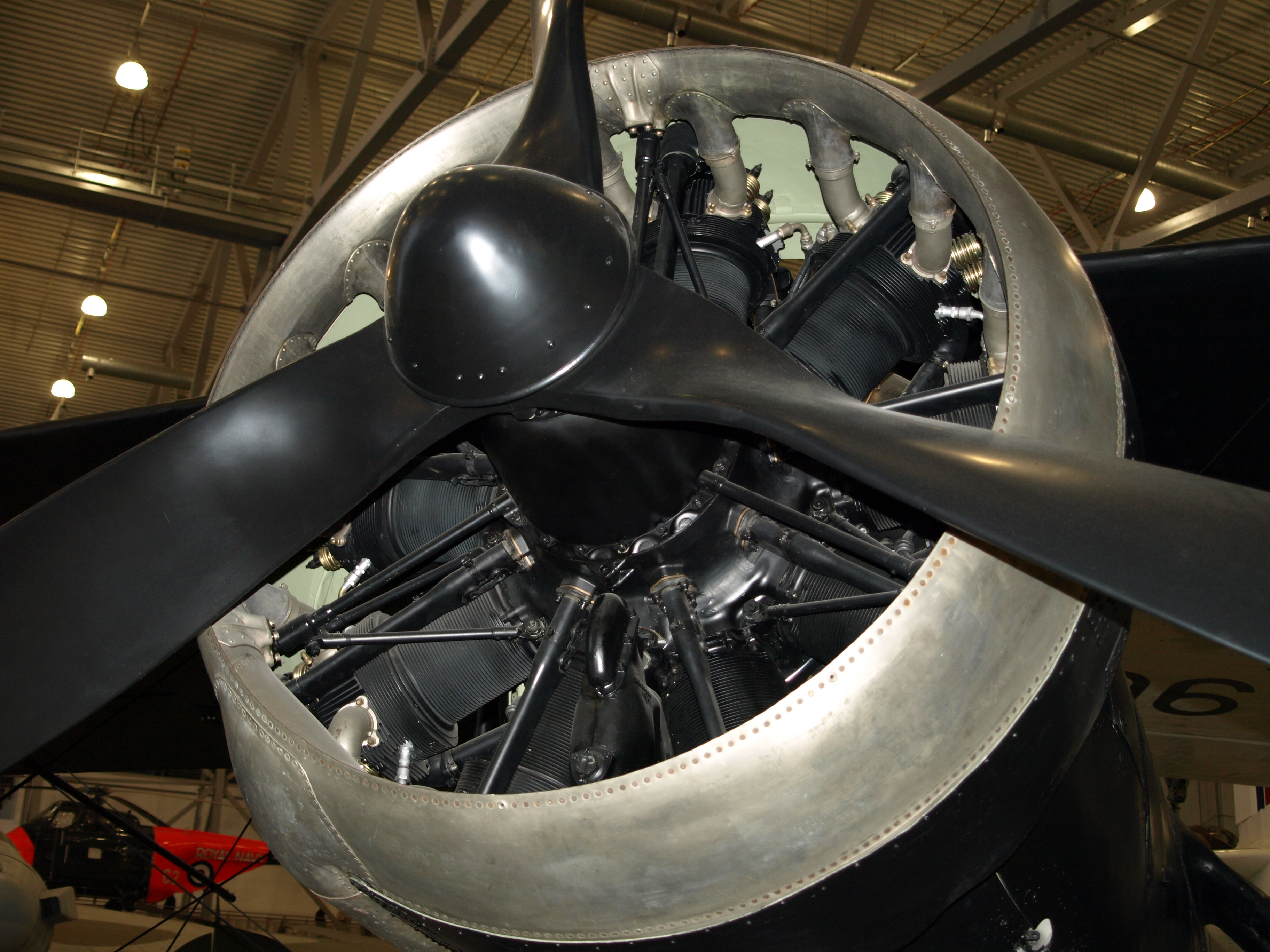
Il Bristol Pegasus e mozzo dell'elica tripala a passo fisso.

Lo Swordfish Mark I era un biplano monomotore con tre uomini d'equipaggio. La fusoliera era a struttura metallica con la parte anteriore, compresi i lati dell'abitacolo, rivestita in metallo ed il resto in tela.
Le ali superiore ed inferiore erano a struttura metallica e costituite da una sezione centrale rivestita in metallo e da sezioni esterne rivestite in tela, collegate da due coppie di montanti metallici fissi in ogni semiala.
Sia l'ala superiore che quella inferiore erano dotate di alettoni; l'alettone inferiore era collegato meccanicamente tramite un'asta al superiore per sincronizzarne i movimenti.
L'ala superiore aveva un angolo di freccia di 4º ed era dotata di slat sui bordi d'attacco; non c'erano ipersostentatori, ma gli alettoni potevano essere abbassati di 8º per il decollo, possibilità usata per il lancio dalle catapulte sulle torri d'artiglieria delle navi da battaglia.
Nell'ala superiore c'era un canotto di salvataggio, che si gonfiava automaticamente in caso di ammaraggio.
Sui montanti di fusoliera dell'ala superiore c'era un'asta orizzontale con luci, usate come riferimento per valutare, in base alla velocità della nave bersagliata, quanto più avanti lanciare il siluro. L'asta era interrotta davanti al pilota, per non ostacolarne la visuale.
Le ali erano pieghevoli all'indietro ai lati della fusoliera, usando il montante interno posteriore come perno ed agganciandole agli stabilizzatori per ridurre l'ingombro a bordo delle portaerei; le aperture nelle ali erano sigillate per evitare problemi di corrosione.
L'impennaggio era di tipo classico con equilibratori fissi con stabilizzatori posti nella fusoliera posteriore e deriva singola.
Lo Swordfish Mark I aveva un motore stellare a nove cilindri Bristol Pegasus IIIM.3 da 690 hp (510 kW) con elica tripala Fairey-Reed metallica a passo fisso. Il motore aveva una carenatura anulare, denominata anello Townend, per ridurre la resistenza aerodinamica, migliorare la ventilazione/raffreddamento dei cilindri e convogliarne gli scarichi in un unico tubo sotto il lato destro della fusoliera.
Nel caso di aerei d'impiego notturno, lo scarico era allungato per evitare la fuoriuscita di scintille, che lo avrebbero reso facilmente visibile al buio, e dotato di silenziatore per limitare il rumore.
Il serbatoio di carburante era posto nella parte inferiore della fusoliera anteriore ed aveva la capacità di 705 litri; c'era inoltre un serbatoio a gravità da 57 litri davanti all'abitacolo.
Il carrello d'atterraggio era fisso, con carrello principale collegato alla fusoliera ed all'ala inferiore e ruotino di coda, ed era predisposto per essere sostituito rapidamente con galleggianti per l'impiego come idrovolante.
Nel caso di conversione in idrovolante, a causa del maggiore peso e resistenza aerodinamica, la velocità massima era di 160 km/h.
Lo Swordfish Mark I aveva un gancio d'atterraggio sotto alla fusoliera posteriore, alloggiato in un apposito incavo.
L'abitacolo era aperto, con i tre uomini d'equipaggio disposti in fila: pilota davanti, osservatore in mezzo e dietro l'operatore radio, che era anche mitragliere di coda.
Il pilota era in un abitacolo anteriore con parabrezza, mentre l'osservatore e l'operatore radio erano in un altro abitacolo posteriore, leggermente più basso ove, al posto dell'osservatore, poteva essere installato un serbatoio di carburante da 273 litri.
All'inizio della guerra la strumentazione era semplice, e le comunicazioni via radio erano possibili solo in trasmissione ed in telegrafia e, per la comunicazione interna l'equipaggio usati tubi di gomma.

## Armamento
L'armamento era una mitragliatrice Vickers Mk 2 da 7,7 mm con seicento colpi sul lato destro del muso ed una Vickers K o Lewis da 7,7 mm posteriore brandeggiabile con sei tamburi da cento colpi. Su alcuni aerei non era installata la mitragliatrice anteriore. La mitragliatrice posteriore, quando non era utilizzata, poteva essere ritirata in un apposito incavo nella fusoliera. Lo Swordfish aveva vari punti di attacco e poteva trasportare:
- al di sotto della fusoliera:
  - un siluro Mk XII da 457 mm e 760 kg;
  - una mina Mk I da 680 kg;
  - una bomba da 227 kg;
  - due bombe da 114 kg;
  - un serbatoio di carburante da 273 litri;
- al di sotto ogni semiala inferiore:
  - una bomba da 227 kg;
  - tre bombe da 114 kg;
  - quattro bombe da 45 kg;
  - tre bombe di profondità Mk III da 112 kg.

Inoltre erano presenti attacchi più esterni, che potevano essere caricati con quattro bengala illuminanti, dotati di paracadute.
Il siluro Mk XII aveva una testata da 176 kg ed una gittata di 3 200 m a 27 nodi (50 km/h) e 1 372 m a 40 nodi (74,2 km/h).

## Versioni
- Swordfish Mk I[3]

Prima versione di serie. Alcuni vennero convertiti dalla Fleet Air Arm in biposto per l'addestramento dei piloti. Vennero prodotti 692 aerei di questa versione dalla Fairey e poi trecento dalla Blackburn.
- Swordfish Mk II

Seconda versione di serie entrata in servizio nel 1943 con motore Pegasus XXX da 750 hp (560 kW) ed armata con razzi sotto l'ala inferiore, dotata di apposito rivestimento protettivo metallico.
Sotto ogni semiala inferiore al posto delle bombe poteva portare quattro razzi esplosivi RP-3 da 76,2mm e 27 kg o quattro razzi perforanti da 76,2mm e 11,3 kg; entrambi i tipi erano lunghi 1,2m ed usavano cordite come propellente solido.
I razzi potevano essere lanciati a coppie, uno da ogni semiala, o tutti assieme; preferibilmente venivano lanciati a 550m dal bersaglio alla quota di 18m.
Generalmente gli aerei di questa versione avevano lo scarico allungato con silenziatore.
Vennero prodotti 1.080 aerei di questa versione dalla Blackburn nel 1943.
- Swordfish Mk III

Terza versione di serie con motore Pegasus XXX ed un nuovo radar antinave ASV (Anti surface Vessel) Mk XI sotto alla fusoliera anteriore entrata in servizio nel 1943.
Il nuovo radar con mare calmo permetteva di localizzare un sommergibile in emersione a circa venti chilometri ed uno snorkel ad otto da una quota di 610m, con un'accuratezza angolare di 2º, ma impediva l'installazione di armamento ventrale.
Vennero prodotti 320 aerei di questa versione dalla Blackburn, compreso l'ultimo Swordfish prodotto, l'NS204 completato il diciotto agosto 1944.
- Swordfish Mk IV

59 Swordfish Mk II convertiti in addestratori armati solo con la mitragliatrice posteriore e dotati di abitacolo chiuso, usati dalla RCAF per l'addestramento al tiro dei mitraglieri di coda a Yarmouth in Nuova Scozia.
Sorprendentemente, la modifica non venne estesa agli Swordfish operativi, per cui gli equipaggi continuarono a volare per tutta la guerra in aerei con abitacolo aperto, anche nelle durissime condizioni ambientali invernali dell'Atlantico del nord.
Alcuni Mk IV vennero poi convertiti in traino bersagli.

## Impiego operativo

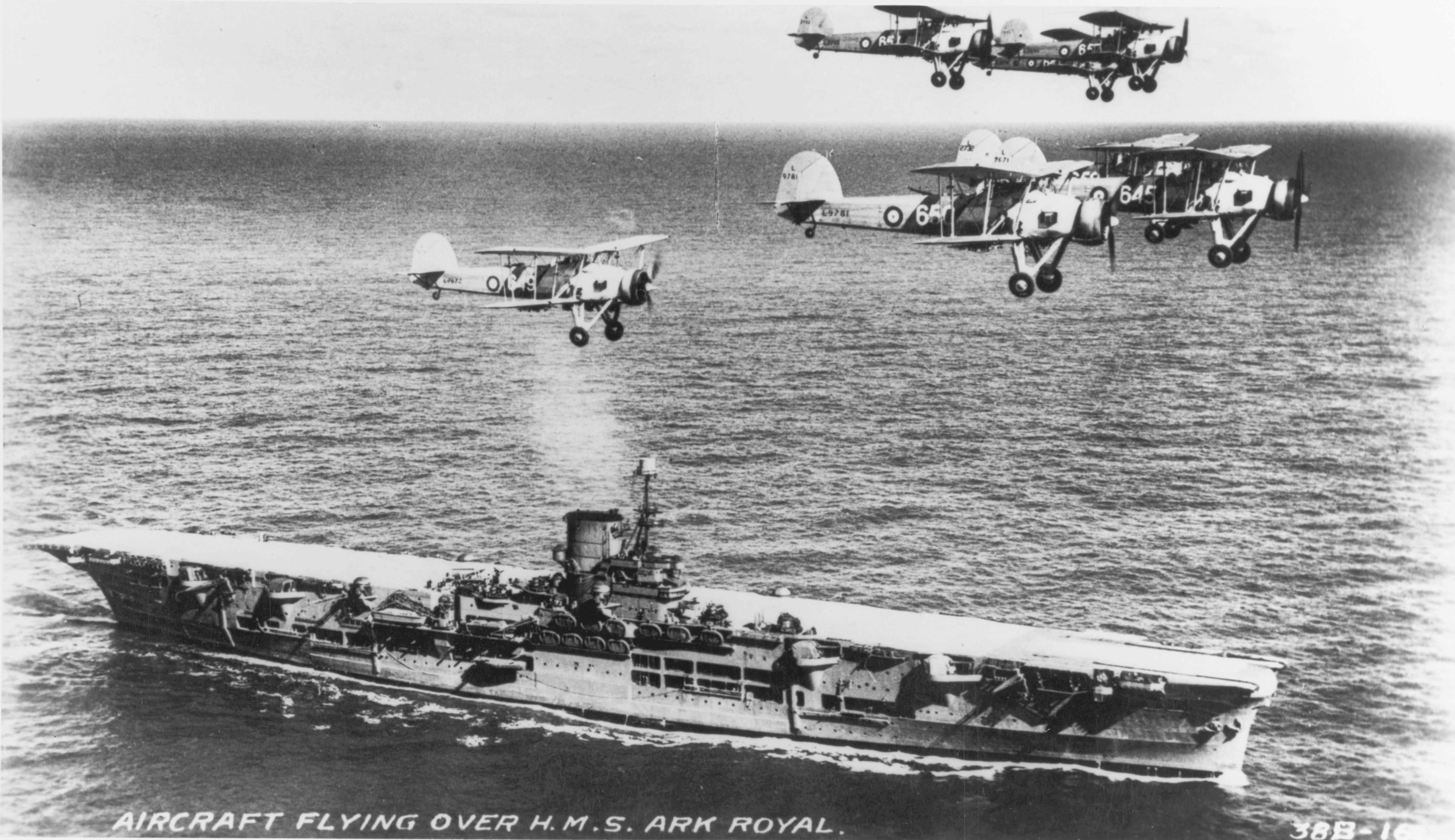
Alcuni Swordfish in volo sopra la portaerei britannica HMS Ark Royal, nel 1939.

I primi quattordici Swordfish Mk I entrarono in servizio nel luglio 1936 nel No. 825 Squadron imbarcato sulla portaerei HMS Glorious.
Allo scoppio della seconda guerra mondiale nel 1939 la Fleet Air Arm, dipendente dalla Royal Navy da maggio, aveva tredici Squadron equipaggiati con Swordfish Mark I di cui undici imbarcati su cinque delle sette portaerei della Royal navy:
- No. 810, 820 e 821 imbarcati sulla portaerei HMS Ark Royal;
- No. 814 e 824 sulla HMS Eagle;
- No. 811 e 812 sulla HMS Courageous;
- No. 816 e 818 sulla HMS Furious;
- No. 823 e 825 sulla HMS Glorious.

C'erano inoltre tre squadriglie di Swordfish Mark I idrovolanti, impiegati come osservatori per direzione del tiro d'artiglieria navale su navi da battaglia dotate di catapulte di lancio.
L'arma principale dello Swordfish era il siluro, ma la bassa velocità dell'aereo e la necessità di un avvicinamento in linea retta a bassa quota rendeva l'attacco ad obiettivi ben difesi molto pericoloso.
La tattica d'attacco prevedeva un avvicinamento alla quota di 1.500 metri, seguìto da una picchiata per sganciare il siluro a 5,5 metri di quota.
La gittata del siluro Mark XII era 1.372 metri; il siluro, una volta sganciato, cadeva in acqua con una traiettoria a parabola circa 200 metri più avanti del punto di sgancio, poi occorrevano altri 300 metri perché si stabilizzassero traiettoria e profondità e per l'innesco; mentre la distanza di sgancio ottimale era di 900 metri, se si riusciva ad arrivare così vicini al bersaglio.
Alla fine del 1939 alcuni Swordfish Mark I vennero dotati di un radar ASV (Anti surface Vessel) con antenne sui montanti esterni delle ali.

### Le azioni di guerra
La prima azione di guerra degli Swordfish avvenne l'11 aprile 1940, quando gli Swordfish imbarcati sulla HMS Furious attaccarono alcuni cacciatorpediniere tedeschi nel porto norvegese di Trondheim; i siluri si piantarono nel fondale troppo basso.
Uno Swordfish Mark I idrovolante decollato dalla HMS Warspite diresse il tiro d'artiglieria durante la seconda battaglia di Narvik nel 1940 e all'inizio della battaglia affondò l'U-Boot U-64, per poi finire con le bombe rimanenti uno dei caccia tedeschi.
In aprile e maggio gli Swordfish imbarcati sulla HMS Glorious e sull'HMS Ark Royal eseguirono diversi attacchi contro le navi e le truppe tedesche impegnate nella conquista della Norvegia.
Nel maggio 1940 cinque squadron di Swordfish della Fleet Air Arm (No. 812, 815, 818, 825 e 829) vennero prestati al RAF Coastal Command, che li impiegò per bombardamenti in Francia, con azioni di bombardamento in picchiata contro mezzi corazzati ed altri veicoli; essi vennero inoltre impiegati in missioni notturne di bombardamento e posa mine nei porti controllati dai tedeschi.
L'8 giugno gli incrociatori da battaglia tedeschi Scharnhorst e Gneisenau affondarono la Glorious; lo stesso giorno sei Swordfish, partiti da Hatson nelle isole Orcadi, attaccarono la Scharnhorst senza successo; due aerei vennero abbattuti dalla contraerea della nave.
Il 14 giugno 1940, quattro giorni dopo la dichiarazione di guerra dell'Italia a Francia e Regno Unito, gli Swordfish del No. 767 Training Squadron, di base nel sud della Francia, vennero impiegati per bombardare Genova durante un'azione aeronavale coordinata.
A seguito della resa della Francia, del 22 giugno, il No. 767 Training Squadron venne trasferito a Malta e ridenominato No. 830 Squadron; per tutta la durata della guerra nel Mediterraneo esso venne impiegato in attacchi a basi e convogli navali italiani.
Il 3 luglio 1940 alcuni Swordfish vennero impiegati per attaccare le navi francesi nel porto di Mers-el-Kebir in Algeria per evitare che potessero impadronirsene i tedeschi dopo il rifiuto degli equipaggi di unirsi agli alleati.
Il 22 agosto 1940 tre Swordfish del No. 813 Squadron, distaccati dalla HMS Ark Royal di base ad Alessandria d'Egitto, attaccarono le navi italiane nel golfo di Bomba ad ovest di Tobruk, affondando il sommergibile Iride e la nave appoggio Monte Gargano senza subire perdite, sventando così il primo tentativo italiano di attaccare il porto di Alessandria con SLC (l'Iride era il mezzo che li avrebbe dovuti trasportare).
Ventuno Swordfish del No. 824 Squadron, imbarcati sulla portaerei HMS Illustrious, la notte dell'11 novembre 1940 attaccarono la base navale di Taranto, affondando la nave da battaglia Conte di Cavour e danneggiando gravemente le navi da battaglia Duilio e Littorio, che rimasero fuori combattimento per sei mesi. La tattica d'attacco venne poi copiata dai giapponesi ed impiegata per l'attacco di Pearl Harbor.
Nel febbraio 1941 gli Swordfish imbarcati sulla HMS Hermes attaccarono un convoglio di sedici navi italiane, partite da Mogadiscio in Somalia: tre vennero affondate e le altre rientrarono a Mogadiscio.
Sempre nello stesso mese, il 9 febbraio, una ventina di Swordfish bombardarono Livorno, Pisa e La Spezia; poco dopo le 06:00, 14 Swordfish, armati con 4 bombe da 250 libbre e 16 ordigni incendiari, si diressero verso Livorno, mentre altri 4 aerei con mine magnetiche erano destinati a La Spezia per colpire il porto. L'attacco sulle raffinerie di Livorno non provocò particolari danni e un aereo venne abbattuto; i velivoli posamine lanciarono le mine in un punto sbagliato del porto, ma la cosa non ebbe importanza poiché la flotta italiana era già in mare.
L'11 marzo 1941 sei Swordfish del No. 815 Squadron, di base a Paramythia in Grecia, attaccarono le navi italiane nei porti di Durazzo e Valona in Albania, mettendo a segno due siluri.
Il 28 marzo 1941 alcuni Swordfish, durante la battaglia di Capo Matapan, contribuirono all'affondamento degli incrociatori italiani Pola, Zara e Fiume. Infatti fu uno di loro che silurò il Fiume,(na non fu l'incrociatore Pola ad essere silurato?  E di conseguenza il tentativo italiano di soccorso e traino del medesimo divenne famoso come la notte di Matapan?) mettendolo fuori uso e innescando gli eventi che porteranno alla disastrosa sconfitta degli italiani la notte successiva.
Nell'aprile 1941 gli ultimi due Swordfish vennero ritirati dalla Grecia, invasa dai tedeschi.
Nel maggio e giugno 1941, a seguito di una ribellione filo-tedesca in Iraq, alcuni Swordfish imbarcati sulla HMS Hermes vennero impiegati per bombardare le basi dei ribelli.

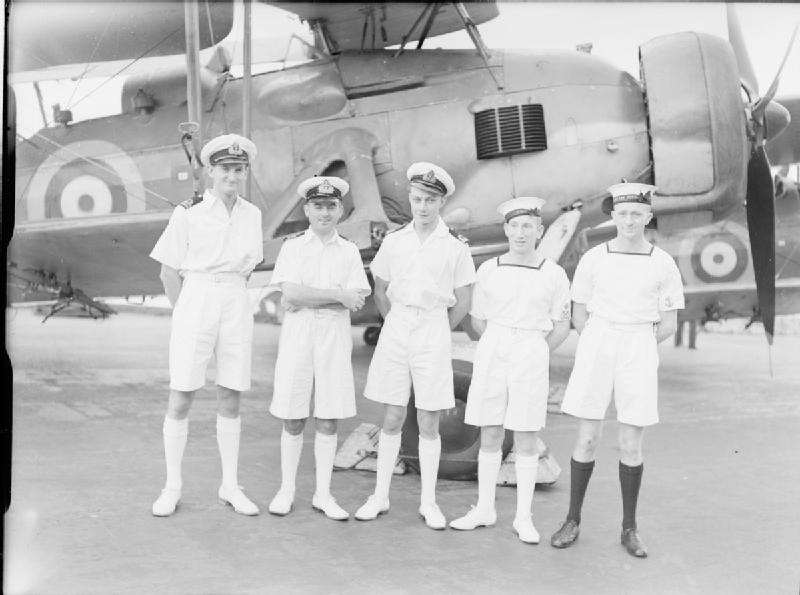
Gli ufficiali della HMS Ark Royal premiati per l'attacco contro la Bismarck davanti a uno Swordfish

Sempre nel maggio 1941 gli Swordfish, decollati dalla HMS Ark Royal, diedero un contributo decisivo all'affondamento della nave da battaglia tedesca Bismarck, danneggiandone irreparabilmente il timone e quindi impedendole di sfuggire alle navi inglesi.
Il 21 dicembre 1941 uno Swordfish dell'812 Squadron di base a Gibilterra affondò per la prima volta un U-Boot localizzato col radar, l'U-451 al largo di Tangeri.
Il 12 febbraio 1942 sei Swordfish del No. 825 Squadron parteciparono ai tentativi di fermare gli incrociatori da battaglia tedeschi Scharnhorst e Gneisenau e l'incrociatore pesante Prinz Eugen, in fuga da Brest e diretti in Germania; essi vennero tutti abbattuti dalla contraerea e dai caccia tedeschi, con la perdita di 13 dei 18 aviatori a bordo, tra cui il comandante Eugene Esmonde, che venne poi decorato alla memoria con la Victoria Cross.
Il 5 aprile 1942 sei Swordfish del No. 814 Squadron vennero intercettati presso Ceylon ed abbattuti da caccia giapponesi impegnati in un attacco alla base navale di Colombo.
Nel maggio 1942 gli Swordfish del No. 810 e 829 squadron, imbarcati sulla HMS Illustrious, parteciparono all'operazione Ironclad per conquistare il Madagascar, controllato dai francesi di Vichy.
Il 5 maggio tre squadre d'attacco, di sei Swordfish l'una, fornirono appoggio aereo durante lo sbarco; gli Sworfish della prima squadra affondarono coi siluri il mercantile armato Buoganville nel porto di Diego Suarez, quelli della seconda affondarono il sommergibile Bevezieres, usando bombe di profondità.
Il 6 maggio gli Swordfish imbarcati sulla HMS Illustrious affondarono il sommergibile Les Heros, mentre quelli imbarcati sulla HMS Indomitable affondarono lo sloop D'Entrecasteaux.
Il giorno seguente le truppe di Vichy s'arresero.
Nell'autunno del 1942 alcuni Swordfish, distaccati su basi in Egitto, vennero impiegati per attacchi notturni a basi e mezzi corazzati tedeschi ed italiani.
Nel novembre 1942, anche alcuni Swordfish vennero impiegati nell'operazione Torch, l'invasione alleata del nord Africa francese; le insegne nazionali inglesi vennero sostituite con quelle americane, per far credere al nemico che si trattasse di un'operazione condotta esclusivamente da forze americane.
La RCAF ricevette un centinaio di Swordfish Mk II, da impiegare prevalentemente per l'addestramento al tiro dei mitraglieri di coda sulla base di Yarmouth in Nuova Scozia, dal gennaio 1943 al marzo 1945. 59 di questi aerei vennero poi convertiti in Mk IV.
Con lo sviluppo di nuovi aerosiluranti con prestazioni superiori, gli Swordfish vennero destinati al ruolo antisommergibile ed imbarcati sulle piccole portaerei di scorta, armati con bombe di profondità e razzi per attaccare gli U-Boot in superficie.
Gli Swordfish vennero impiegati anche sulle Merchant Aircraft Carrier (MAC), venti navi da carico modificate con ponte di volo, in grado di trasportare, oltre al proprio carico, anche tre o quattro aerei ed impiegate per scorta antisommergibile ai convogli.
La bassa velocità di stallo facilitava l'impiego dalle MAC anche in condizioni meteorologiche avverse; inoltre non era necessario che la nave viaggiasse controvento per facilitare il decollo: se necessario, era possibile decollare anche da una nave all'ancora.
All'inizio del 1944, con un centinaio di Swordfish vennero costituiti tre squadron imbarcati sulle MAC, il No. 836, No. 840 ed il No. 860.
Tre MAC avevano equipaggi olandesi e Swordfish con equipaggi del No. 860 (Dutch) Naval Air Squadron, inquadrato nella Fleet Air Arm ma costituito da militari olandesi fuggiti dopo l'invasione tedesca dei Paesi Bassi nel maggio 1940.
Per le limitazioni di peso imposte dall'impiego dalle MAC, spesso gli Swordfish Mk III volavano disarmati, in coppia con un Mk II armato di razzi; il Mk III localizzava i bersagli col radar e il Mk II li attaccava.
Il 13 maggio 1943 uno Swordfish Mk II dell'819 Squadron, decollato dalla portaerei di scorta HMS Archer, affondò per la prima volta un U-Boot coi razzi, l'U-572 nell'Atlantico del nord.
Nell'ottobre 1943 alcuni Swordfish vennero trasferiti sulle basi aeree portoghesi nelle isole Azzorre, dopo che il governo portoghese ne aveva concesso l'uso agli alleati per gli aerei impiegati nella scorta dei convogli.
Dal 1944, per decollare dalle MAC gli Swordfish potevano utilizzare dei razzi supplementari RATO ai lati della fusoliera posteriore, per accorciare la corsa di decollo ed aumentare il carico bellico.
Nel maggio 1944, nell'Atlantico del nord, gli Swordfish imbarcati sulla portaerei di scorta HMS Fencer stabilirono un primato, affondando tre U-Boot in meno di quarantotto ore.
Fino alla fine della guerra gli Swordfish della RAF e RCAF vennero impiegati per pattugliare il canale della Manica, attaccando i mini sommergibili e le motosiluranti tedesche.
L'ultimo volo operativo di uno Swordfish da una MAC avvenne il 28 giugno 1945, dalla MV ''Empire MacKay''.
Complessivamente gli Swordfish affondarono quattordici U-Boot.
L'ultimo squadron operativo su Swordfish, il No. 836, venne sciolto il ventuno maggio 1945; l'ultimo da addestramento nell'estate del 1946.
Gli ultimi MK IV vennero radiati dalla RCAF nel 1947. anche se alcuni Swordfish vennero impiegati dalla RAF come aerei da collegamenti fino al 1952.

## Livree
Inizialmente gli Swordfish avevano tutte le superfici metalliche in colore grigio chiaro lucido FS16440 e quelle in tela alluminio FS17178.
Gli aerei avevano una banda diagonale in fusoliera di colori diversi, a seconda della portaerei su cui erano imbarcati:
- rosso per la HMS Furious;
- bianco per la HMS Hermes;
- nero per la HMS Eagle;
- blu per la HMS Courageous;
- giallo per la HMS Glorious;
- blu/rosso/blu per la HMS Ark Royal.

Nel luglio 1939 venne adottata una livrea con le superfici superiori dell'ala superiore e della fusoliera a chiazze di grigio scuro FS36099 e verde scuro FS34096, le superfici superiori dell'ala inferiore a chiazze di grigio scuro FS36118 e verde medio FS 34159 ed il resto in grigio chiaro FS 36463 con la linea di divisione dei colori molto alta sui lati della fusoliera; le bande in fusoliera vennero abolite.
Nell'ottobre 1939 la linea di divisione dei colori venne abbassata a metà fusoliera.
Nel marzo 1941 il grigio chiaro FS36463 venne sostituito dal verde chiaro FS34424 con la linea di divisione dei colori in fusoliera molto bassa.
Alcuni Swordfish distaccati su basi a terra in Egitto ed impiegati in missioni notturne avevano le superfici inferiori in nero opaco.
Nel febbraio 1942 gli Swordfish in servizio nel RAF Coastal Command per missioni antisommergibile vennero parzialmente ridipinti, con tutte le superfici inferiori e laterali bianco opaco; la stessa livrea venne poi adottata dalla Fleet Air Arm per tutti gli Swordfish impiegati per missioni antisommergibile, compresi quelli imbarcati sulle portaerei di scorta e sulle MAC. Gli Swordfish della RAF impiegati per pattugliamento antisommergibile notturno erano interamente nero opaco.

## Utilizzatori
Australia
- Royal Australian Air Force

 Canada
- Royal Canadian Air Force
- Royal Canadian Navy

 Regno Unito
- Royal Air Force
- Fleet Air Arm

 Italia
- Regia Aeronautica (prede di guerra)[6]

 Paesi Bassi
- Koninklijke Marine

 Spagna
- Ejército del Aire (confiscati)[6]

 Unione Sovietica
- Sovetskie Voenno-vozdušnye sily

 Paesi Bassi
- Koninklijke Luchtmacht

## Ancora esistenti

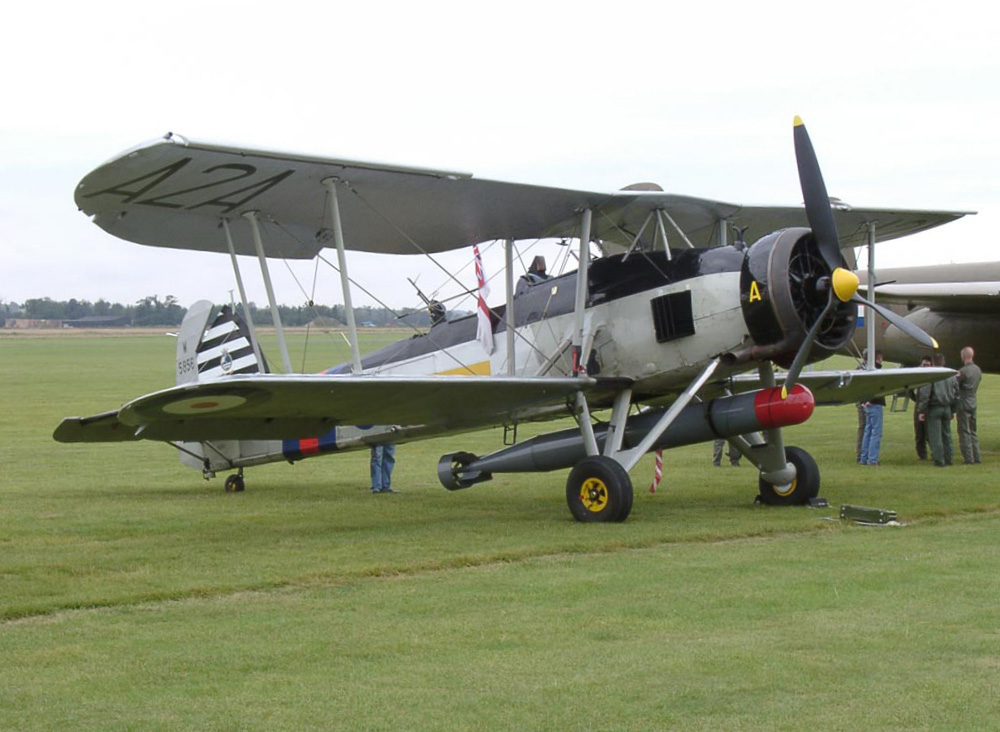
Uno Swordfish all'Duxford Air Show del 2002

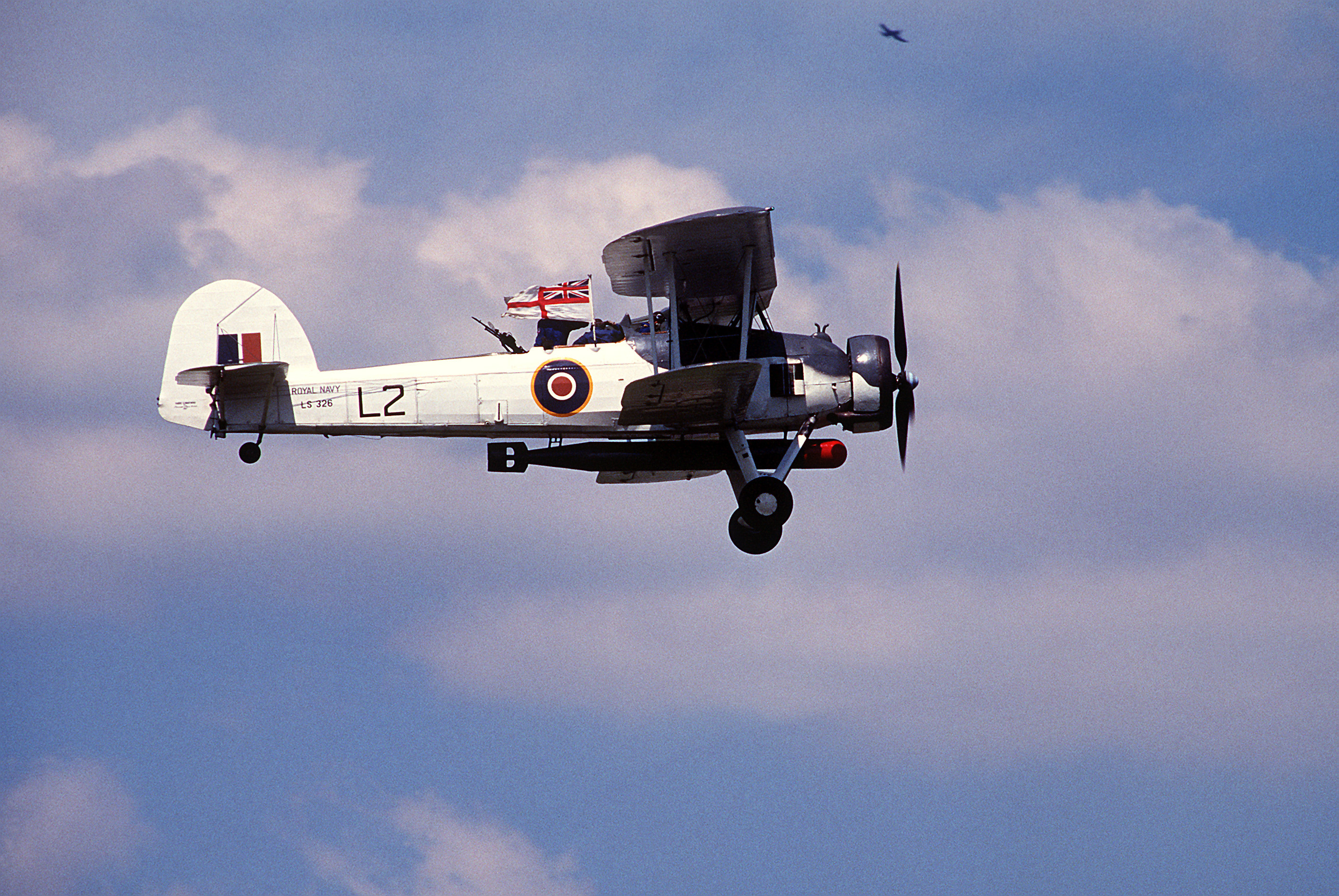
Uno Swordfish in volo all'Air Fete'88

- Uno Swordfish Mk.I (W5856) ed uno Swordfish Mk.II (LS326) ancora in condizioni di volo fanno parte del Royal Navy Historic Flight.
- Uno Swordfish Mk.III (NF389) è in restauro per riportarlo in condizioni di volo.
- Uno Swordfish Mk.III (NF370) è all'Imperial War Museum di Duxford.
- Uno Swordfish Mk.II è al Canada Aviation Museum.
- Uno Swordfish Mk IV (HS469) è allo Shearwater Aviation Museum, è stato riportato in condizioni di volo e volò una volta nel 1994.
- Uno Swordfish (HS491) ancora da restaurare è al Malta Aviation Museum.